# Biserica Sfinții Arhangheli din Strâmbu, Cluj
Biserica Sfinții Arhangheli din Strâmbu se află în localitatea Strâmbu, județul Cluj. Biserica a fost ridicată în anul 1765. Biserica se află pe noua listă a monumentelor istorice sub codul LMI  CJ-II-m-B-07770.

## Trăsături
Biserica din satul Strâmbu, comuna Chiuiești, monument istoric ridicat la mijlocul secolului al XVIII-lea, face parte din categoria celor care îmbină lemnul cu zidul. Pereții de zid au contraforți.
Pictura. Bolta de lemn a naosului păstrează urme de pictură. Un element interesant este pictarea unor figuri de draci pe bolta naosului, în contextul în care, figurile de draci, atunci când apar, sunt reprezentate în pronaos, în contextul reprezentării Judecății de Apoi. Pe centrul bolții apare reprezentat Sfântul Ilie, iar mai jos – scene din Ciclul christologic.
În rest, pereții altarului, naosului și pronaosului, ridicați din piatră, sunt pictați cu motivul decorativ al crucii. Urme de pictură se mai observă pe peretele de vest al naosului. Pictura de pe bolta altarului este distrusă. Iconostasul de lemn a fost repictat, el încorporând și icoanele împărătești. În partea superioară a iconostasului se mai observă urme de pictură pe pânză. Ușile împărătești, cu sfinți în medalioane și bogat decor vegetal, sunt încă în stare bună.
Starea de conservare. În 2005 s-a înlocuit șindrila la turn și acoperiș, acestea prezentându-se acum în stare bună, în timp ce pereții din piatră ai edificiului sunt într-o stare avansată de degradare, tencuiala lipsește pe alocuri, iar baza începe să se afunde. Podeaua este distrusă atât în pronaos, cât și în naos. Pictura din naos necesită o intervenție rapidă, vizitatorul fiind întâmpinat de fâșii de pânză atârnând din înaltul bolții naosului. Biserica a suferit în timp modificări în interior, în special la peretele vestic, cu prilejul ridicării corului.

## Imagini

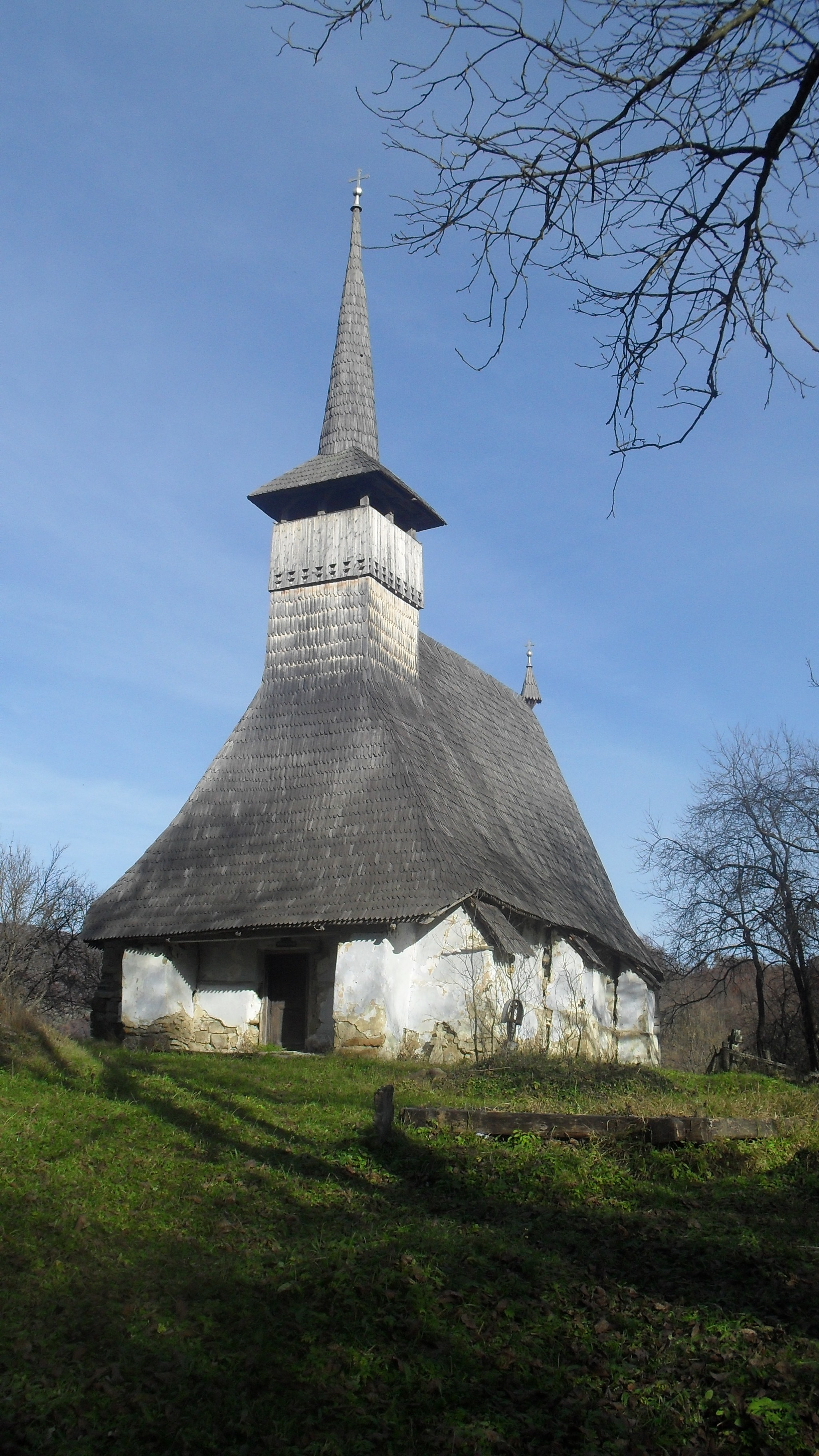